# Jean Loew
Jean Loew ou Jean Lœw, né le 14 novembre 1886 dans le 1er arrondissement de Paris et mort pour la France à Sedd-ul-Bahr, en Turquie, le 21 juin 1915, est un écrivain français du XXe siècle. Son nom est inscrit au Panthéon dans la liste des 560 écrivains morts pour la France.

## Biographie
Jean Paul André Loew, né le 14 novembre 1886 au n°11 boulevard de la Madeleine à Paris, est le fils de Guillaume Auguste Loew (1843-1909), joaillier et de Jeanne Costantin (1852-1931).
D'abord élève du collège Stanislas à Paris, il obtient une licence ès lettres et une licence en droit à la Sorbonne. Il fait son service militaire au 28e régiment d'infanterie d'octobre 1905 à septembre 1906. Passé dans la réserve, il est nommé sergent en mars 1907.
En 1908, après son service militaire, il est admis à l'École des chartes, dans la même promotion que François Mauriac, et suit les cours comme élève-auditeur à l'École pratique des hautes études. Il obtient le diplôme d'archiviste-paléographe en 1912 après avoir rédigé une thèse intitulée Louis de Gonzague, prince de Mantoue, duc de Nevers (1539-1595).
Tout comme François Mauriac qui y anime la rubrique poétique, il collabore à la revue Le Temps présent que dirige Charles-Francis Caillard depuis 1909. Début 1913, quand celui-ci décide de se tourner vers le noviciat, Jean Loew assure la direction de la revue jusqu'au début de la Première Guerre mondiale. C'est aux Éditions du Temps présent que parait en 1909 Les Mains jointes, premier recueil de poésie de Mauriac,.
Il épouse Marie Jeanne Paule Tourné (1892-1982) 13 avril 1912 à Gelos, commune des Pyrénées-Atlantiques où il élit domicile.
D'abord mobilisé à Pau au 18e régiment d'infanterie en août 1914, il passe en mai 1915 au 176e régiment d'infanterie qui embarque pour l'expédition des Dardanelles. Il est porté disparu le 21 juin 1915 à Seddul-bahr à la pointe sud de la péninsule de Gallipoli lors d'une journée de combat à l'assaut des tranchées turques qui fait de très nombreux morts. 

## Distinctions
- Médaille militaire, à titre posthume, journal officiel du 1er août 1922
- Croix de guerre 1914–1918, étoile d'argent[13]

## Hommages
- Le nom de Jean Loew est inscrit au Panthéon dans la liste des 560 écrivains morts pour la France pendant la guerre de 1914-1918[14].
- Son nom figure sur la plaque commémorative 1914-1918 de l'École des Chartes et de la Sorbonne à Paris, sur les monuments aux morts de Gelos et de Jurançon[15].

## Œuvres principales
- La Jeunesse sociale de Jean Venables, 1910
- Entretiens et récits, 1911[16]
- La Passion, chemine de croix, 1912